# La Liga de 1957–58
A La Liga de 1957–58 foi a 27º edição da Primeira Divisão da Espanha de futebol. Com 16 participantes, o campeão foi o Real Madrid.

## Classificação final
| Pos | Equipe             | J  | V  | E  | D  | GM | GS | SG  | Pts |
| --- | ------------------ | -- | -- | -- | -- | -- | -- | --- | --- |
| 1   | Real Madrid CF     | 30 | 20 | 5  | 5  | 71 | 26 | 45  | 45  |
| 2   | Atlético de Madrid | 30 | 16 | 10 | 4  | 78 | 43 | 35  | 42  |
| 3   | CF Barcelona       | 30 | 17 | 4  | 9  | 69 | 38 | 31  | 38  |
| 4   | Valencia CF        | 30 | 13 | 10 | 7  | 56 | 40 | 16  | 36  |
| 5   | CA Osasuna         | 30 | 15 | 5  | 10 | 53 | 43 | 10  | 35  |
| 6   | Atlético de Bilbao | 30 | 14 | 4  | 12 | 56 | 48 | 8   | 32  |
| 7   | Celta de Vigo      | 30 | 13 | 6  | 11 | 50 | 51 | -1  | 32  |
| 8   | RCD Español        | 30 | 11 | 6  | 13 | 48 | 46 | 2   | 28  |
| 9   | Real Sociedad      | 30 | 10 | 7  | 13 | 38 | 44 | -6  | 27  |
| 10  | Sevilla CF         | 30 | 9  | 7  | 14 | 45 | 55 | -10 | 25  |
| 11  | UD Las Palmas      | 30 | 9  | 7  | 14 | 34 | 65 | -31 | 25  |
| 12  | Real Gijón         | 30 | 10 | 4  | 16 | 46 | 57 | -11 | 24  |
| 13  | Granada CF         | 30 | 11 | 2  | 17 | 35 | 53 | -18 | 24  |
| 14  | Real Zaragoza      | 30 | 8  | 8  | 14 | 39 | 52 | -13 | 24  |
| 15  | Real Valladolid    | 30 | 9  | 5  | 16 | 45 | 73 | -28 | 23  |
| 16  | Real Jaén          | 30 | 9  | 2  | 19 | 29 | 58 | -29 | 20  |

|  | Classificado para a Liga dos Campeões da UEFA |
|  | Classificado para a Copa de Ferias            |
|  | Descenso a Segunda División                   |